# Enicospilus approximatus
Enicospilus approximatus là một loài tò vò trong họ Ichneumonidae.